# Ure (rzeka w Anglii)
Ure (ang. River Ure) – rzeka w północno-wschodniej Anglii, w hrabstwie North Yorkshire. Długość rzeki wynosi około 119 km.
Źródło rzeki, Ure Head, znajduje się około 640 m n.p.m., w High Abbotside, w Górach Pennińskich, na terenie parku narodowego Yorkshire Dales. Rzeka płynie w kierunku południowo-wschodnim, w górnym biegu płynie doliną Wensleydale. Nad rzeką i w jej pobliżu położone są miasta Hawes, Leyburn, Masham, Ripon i Boroughbridge. W końcowym biegu wpada do niej rzeka Swale. W miejscu, gdzie wpada do niej strumień Ouse Gill Beck, w pobliżu wsi Linton-on-Ouse, rzeka zmienia nazwę na Ouse, pod którą kontynuuje bieg do ujścia na estuarium Humber.